# 먼지의 딸들
《먼지의 딸들》(영어: Daughters of the Dust)은 1991년 제작된 미국의 드라마 영화이다. 줄리 대시의 감독 데뷔작이며 그가 각본 역시 맡았다. 최초로 미국에서 광역 극장 개봉한 아프리카계 미국인 여성 감독 장편 작품이다. 2004년 미국 국립영화등기부에 등재되었다.